# Pertjärnen
Pertjärnen är en sjö i Älvsbyns kommun i Norrbotten och ingår i Piteälvens huvudavrinningsområde. Sjön har en area på 0,0855 kvadratkilometer och ligger 152 meter över havet. Sjön avvattnas av vattendraget Brändån.

## Delavrinningsområde
Pertjärnen ingår i det delavrinningsområde (729133-171945) som SMHI kallar för Utloppet av Pertjärnen. Medelhöjden är 183 meter över havet och ytan är 1,15 kvadratkilometer. Räknas de 14 avrinningsområdena uppströms in blir den ackumulerade arean 82,02 kvadratkilometer. Brändån som avvattnar avrinningsområdet har biflödesordning 3, vilket innebär att vattnet flödar genom totalt 3 vattendrag innan det når havet efter 96 kilometer. Avrinningsområdet består mestadels av skog (78 procent). Avrinningsområdet har 0,08 kvadratkilometer vattenytor vilket ger det en sjöprocent på 7,2 procent.